# Хиброн (Илиноис)
Хиброн (енгл. Hebron) град је у америчкој савезној држави Илиноис.

## Демографија
По попису из 2010. године број становника је 1.216, што је 178 (17,1%) становника више него 2000. године.
| Група             | 2000.       | 2010.         |
| Белци             | 973 (93,7%) | 1.052 (86,5%) |
| Афроамериканци    | 4 (0,4%)    | 30 (2,5%)     |
| Азијати           | 1 (0,1%)    | 10 (0,8%)     |
| Хиспаноамериканци | 55 (5,3%)   | 116 (9,5%)    |
| Укупно            | 1.038       | 1.216         |